# Alessio Tenani
Alessio Tenani (Bazzano, 16 settembre 1979) è un orientista italiano.
Ha partecipato a competizioni nazionali ed internazionali di orientamento sotto i colori del Gruppo Sportivo Forestale fino al 2016, ultimo anno di attività della società sportiva militare. Dal 2017 veste i colori della Polisportiva Giovanni Masi.
Nel 2017 è stato di nuovo convocato in nazionale per i mondiali di orienteering in Estonia.

## Onorificenze

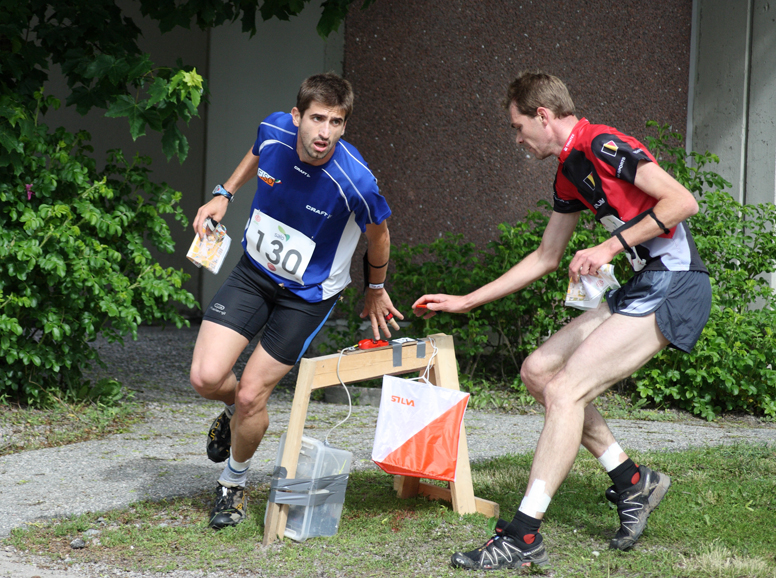
Alessio Tenani e Fabien Pasquasy si incrociano durante la prova sprint della Coppa del Mondo a Salo, in Finlandia